# پاشیرک
پاشیرک (نام علمی: Aphanes) نام یک سرده از تیره گلسرخیان است.